# Spektrum Odder
Spektrum Odder er et idrætsanlæg  i Odder. Det består af tre idrætshaller, en svømmehal med fire bassiner, et stadionanlæg med ni fodboldbaner,  beregnet til hhv. 11-, 7- og 5-mandsfodbold, samt baner til atletik, tennis, rugby, petanque og basketball (udendørs). Der er desuden en café og et selskabslokale.

## Hallerne
Den første hal, der mest bruges til håndbold, blev bygget i 1962. Den har 700 siddepladser. Den næste hal kom i 1988 og er beregnet til træning. Der er dog plads til tilskuere på to af siderne. Den bruges til håndbold, badminton, basketball og indendørs fodbold. Den sidste hal er bl.a. beregnet til opvisninger, gymnastik og koncerter.